# Phare de l'îlot de Cima
Le phare de l'îlot de Cima est un phare situé sur l'îlot de Cima, au nord-est de l'île de Porto Santo dans la freguesia de Santo Espírito de la municipalité de Vila do Porto, sur l'île de Porto Santo (Archipel de Madère - Portugal).
Il est géré par l'autorité maritime nationale du Portugal à Oeiras (Grand Lisbonne).

## Histoire
Le « Plan général des phares et balises de 1883 » envisageait la construction d'un phare à Porto Santo, situé au bout d'Ilhéu Branco, équipé d'un appareil à lentille de Fresnel de 2e ordre, produisant un groupe de deux flashs blancs et un flash rouge, avec une portée de 24,5 miles (environ 44 km). En 1896, la commission des phares conclut qu'il y a une erreur de désignation du lieu d'implantation du phare car il n'y a pas d'île de ce nom. Le phare est donc construit sur l'îlot de Cima et entre en service le 11 mai 1901.
C'est une tour carrée en maçonnerie blanche, avec lanterne et galerie circulaire rouge sur la terrasse, se levant autour d'une maison de gardiens d'un étage en forme de U. À l'origine, il fut équipé d'un système optique provisoire de 6e ordre à lumière blanche. En 1923, le phare est agrandi pour recevoir plus de gardiens et d'un dépôt de matériel et de carburant. Il reçoit un appareil optique rotatif de 2e ordre avec une focale de 700 mm.
Le phare a été électrifié en 1956 avec des groupes électrogènes et a reçu une lampe de 3 000 W. En 1982, la lentille de Fresnel est enlevé pour être remplacée par un équipement moderne. En 2003, il a été équipé pour une alimentation à l'énergie solaire.
En 2008, le parc naturel de Madère a repris un logement pour en faire un lieu d'éducation et de sensibilisation à l'environnement. L'îlot n'est accessible qu'en bateau. Le phare marque l'entrée du port de Vila Baleira de porto Santo.
Identifiant : ARLHS : MAD006 ; PT-610 - Amirauté : D2756 - NGA : 23756.
|              |
| Îlot de Cima |

|              |
| Localisation |

### Lien connexe
- Liste des phares de Madère